# August Falck
August Falck (18 de abril de 1882-16 de abril de 1938) fue un actor teatral y cinematográfico de nacionalidad sueca. 

## Biografía
Nacido en Estocolmo, Suecia, Falck trabajó a partir de 1902 en Helsinki y Gotemburgo, dirigiendo una compañía propia entre 1905 y 1907. Junto a August Strindberg fundó el Strindbergs Intima Teater de Estocolmo en 1907, siendo su director hasta el año 1910. Además, Falck trabajó en un segundo teatro Intima, llamado más adelante Komediteatern, pero poco después de su inauguración hubo de abandonar la gestión del mismo, dedicándose a partir de 1912 a realizar giras, actuaciones y lecturas de obras de Strindberg por la región nórdica. Bajo el título Strindberg och teater (1918), Falck publicó una serie de cartas de su correspondencia con Strindberg.
August Falck falleció en Estocolmo, Suecia, en 1938. Fue enterrado en el Cementerio Norra begravningsplatsen de dicha ciudad. Había estado casado con la actriz Manda Björling entre 1909 y 1936.

## Teatro
- 1910 : Kamraterna, de August Strindberg, Strindbergs Intima Teater[2]
- 1910 : Den objudna gästen, de Maurice Maeterlinck, Strindbergs Intima Teater[3]
- 1911 : Renässans, de Holger Drachmann, escenografía de Knut Michaelson, Komediteatern[4]
- 1911 : Det ingen vet, de Theodor Wolff, escenografía de Emil Grandinson, Intima teatern[5]
- 1912 : La señorita Julia, de August Strindberg, Folkets hus teater[6]

## Filmografía
- 1912 : Fröken Julie
- 1912 : Fadren
- 1914 : Ett återseende
- 1917 : Terje Vigen
- 1937 : John Ericsson - segraren vid Hampton Roads